# Pablo Contreras
Pablo Andrés Contreras Fica (Santiago, 11 de setembro de 1978) é um ex-futebolista profissional chileno, que atua como zagueiro.

## Carreira
Contreras integrou a Seleção Chilena de Futebol na Copa América de 1999.